# Caroline Weldon
Caroline Weldon (nacida Susanna Karolina Faesch; 4 de diciembre de 1844 - 15 de marzo de 1921) fue una artista y activista suizo-estadounidense de la Asociación Nacional de Defensa de los Indios. Weldon se convirtió en confidente y secretaria personal del líder indígena siux lakota Toro Sentado durante la época en que los indios de las llanuras habían adoptado el movimiento de la Danza de los espíritus.

## Primeros años y educación
Caroline Weldon nació como Susanna Karolina Faesch el 4 de diciembre de 1844 en Kleinbasel, cantón de Basilea, Suiza. Su padre era Johann Lukas Faesch, un oficial militar suizo de carrera que sirvió en un regimiento suizo en Francia. Su madre era Anna Maria Barbara, de soltera Marti. Era miembro de la familia Faesch , que formaba parte de la nobleza suiza.
Emigró a Estados Unidos en 1852 junto con su madre y se estableció en Brooklyn, Nueva York. Ese año, su madre se volvió a casar con el médico y revolucionario alemán exiliado, el Dr. Karl Heinrich Valentiny, que dirigía un consultorio médico en Brooklyn. En 1866, Susanna Carolina Faesch se casó en Brooklyn con el Dr. Bernhard Claudius Schlatter, un médico y compatriota suizo. Su matrimonio con Schlatter resultó ser infeliz y sin hijos.
En junio de 1876, se escapó con un hombre casado identificado en los registros judiciales como Christopher J. Stevenson. Residió brevemente con Stevenson en un apartamento alquilado en Hoboken, Nueva Jersey, y dio a luz a un niño, al que llamó Christie, a fines de 1876 o principios de 1877. Su relación con Stevenson se deterioró y pronto la abandonó para regresar con su esposa de muchos años. Caroline regresó a Brooklyn para vivir con su madre y su padrastro. Su esposo separado, Bernhard Schlatter, solicitó el divorcio, que fue concedido en 1883.

## Carrera

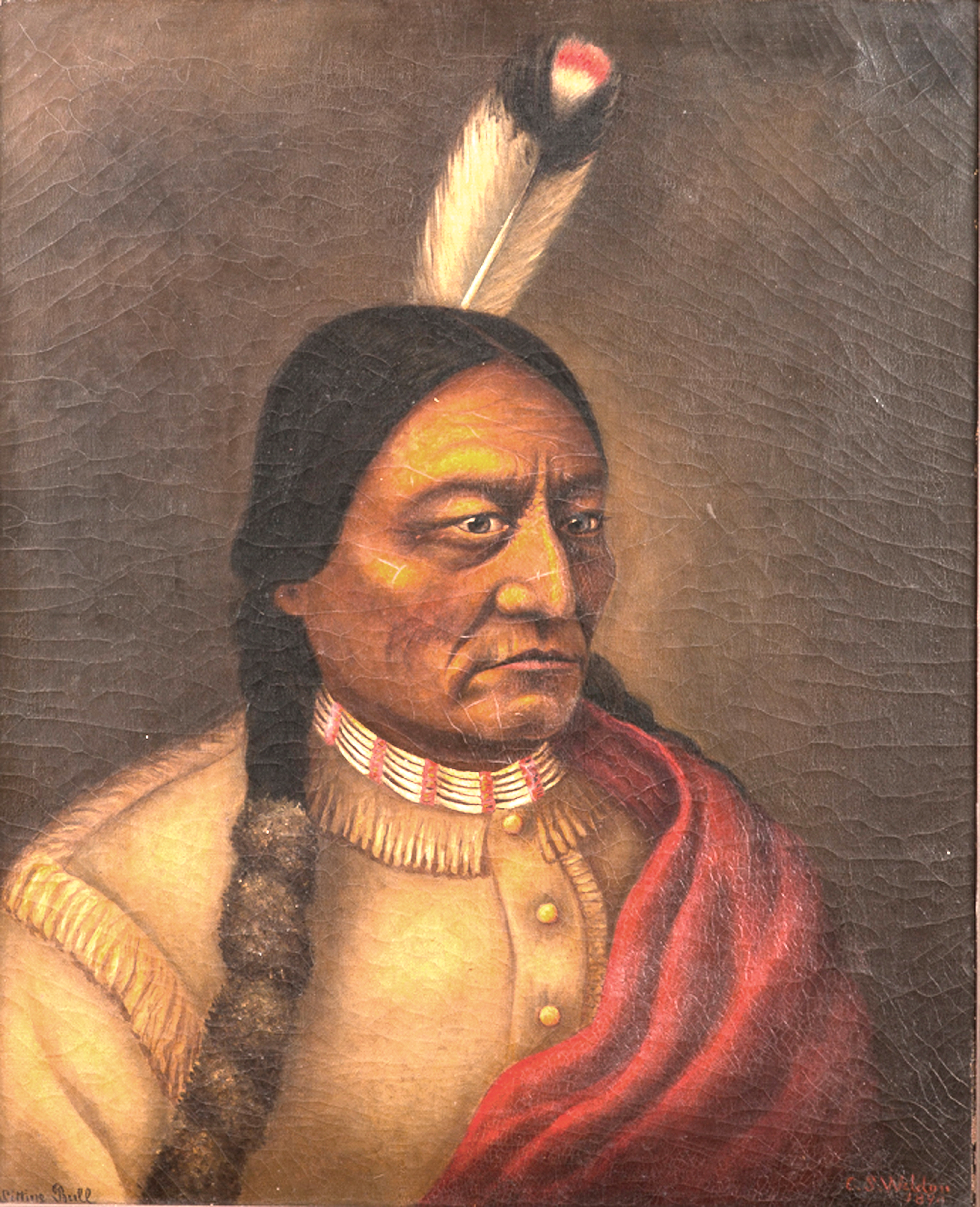
Toro Sentado, de Caroline Weldon, 1890, óleo sobre lienzo

Tras su deserción por parte de Stevenson y su divorcio de Bernhard Schlatter, Weldon se comprometió con la causa de los nativos americanos. Tras la muerte de su madre en 1887, heredó algo de dinero que le permitió dedicarse libremente a sus intereses, incluido su interés por el arte. Algún tiempo después, cambió su nombre a Caroline Weldon, presumiblemente para poder dejar atrás su pasado, aunque se desconocen los motivos exactos de esta acción.
En el verano de 1889, Caroline Weldon viajó al Territorio de Dakota para cumplir su sueño de vivir entre los sioux. Se unió a la Asociación Nacional de Defensa de los Indios (NIDA), encabezada por el Dr. Thomas Bland y su esposa Cora Bland. Weldon comenzó a ayudar a los sioux en su lucha para combatir el intento del gobierno de los EE. UU. a través de la Ley de Dawes de expropiar vastas porciones de la Gran Reserva Sioux con el propósito del asentamiento de blancos y con la intención de hacer económicamente viables las creaciones de los dos nuevos estados de Dakota del Norte y Dakota del Sur. Weldon se hizo amiga de Toro Sentado , líder de la facción tradicionalista entre los siux , y actuó como su secretaria, intérprete y defensora. Pintó cuatro retratos de Toro Sentado, tres de los cuales se sabe que han sobrevivido. Uno ahora está en poder de la Sociedad Histórica de Dakota del Norte en Bismarck, Dakota del Norte, el otro en el Museo Histórico de Arkansas en Little Rock, Arkansas y un tercero se vendió en una subasta en Florida en abril de 2023 y permanece en manos privadas.
Después de mudarse con su hijo pequeño Christie a vivir en el complejo de Toro Sentado en el río Grand en la reserva india de Standing Rock, sus enfrentamientos y su desafío abierto al agente indio James McLaughlin generaron enemistad. McLaughlin inició una campaña de desprestigio, lo que resultó en que gran parte de la comunidad blanca la vilipendiara y la prensa nacional la vilipendiara. Cuando el movimiento de la Danza de los espíritus arrasó las reservas indias del oeste en el verano de 1890, ella denunció el movimiento. Weldon advirtió a Toro Sentado que el movimiento de la Danza Fantasma le daría al gobierno un pretexto para hacerle daño y convocar a los militares para una intervención que destruiría la Nación Sioux. Toro Sentado se volvió contra ella y, cuando su hijo enfermó en noviembre, decidió irse.
Mientras viajaba en barco fluvial hacia su nuevo hogar en Kansas City, Misuri, su hijo murió cerca de Pierre, Dakota del Sur, el 19 de noviembre de 1890. Los acontecimientos posteriores, el asesinato de Toro Sentado el 15 de diciembre de 1890 y la masacre de Wounded Knee el 29 de diciembre de 1890, aumentaron su sensación de inutilidad y fracaso. Vivió brevemente en Kansas City con su sobrino Friedrich William Schleicher, un maestro de escuela, solo para regresar finalmente a Brooklyn. Desapareció en la oscuridad poco después.

## Vida posterior
Weldon murió sola en su apartamento de Brooklyn el 15 de marzo de 1921. La causa de su muerte fueron quemaduras accidentales de tercer grado en la cara y el cuerpo provocadas por un incendio provocado por una vela. Fue enterrada en la parcela de la familia Valentiny en el cementerio de Green-Wood de Brooklyn, Nueva York.

## Legado

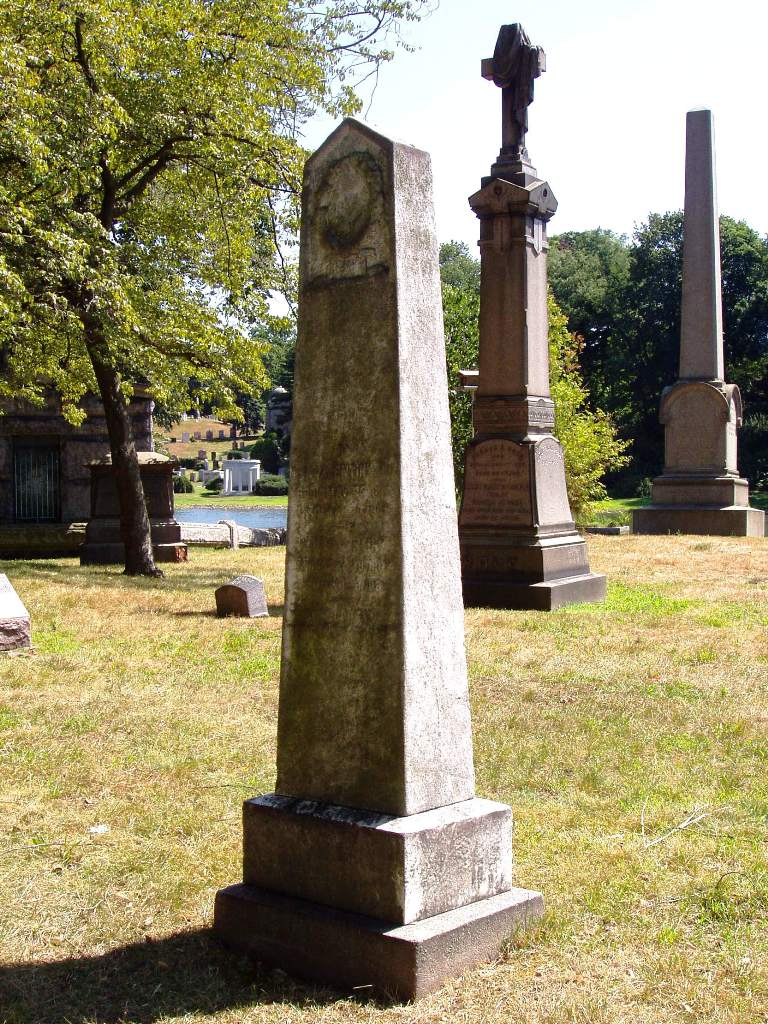
Tumba de Weldon en el cementerio Green-Wood de Brooklyn, Nueva York

El poeta y dramaturgo Derek Walcott hace referencia a Weldon y a su vida en su obra The Ghost Dance y en su poema épico Omeros (en el poema se hace referencia a ella como Catherine Weldon). Walcott presenta la historia de los nativos americanos junto con la de la desaparición de los arahuacos en Santa Lucía, en el Caribe.[cita requerida]
La película la mujer que camina delante, protagonizada por Jessica Chastain, narra la vida de Weldon entre los siux. "Weldon, que en ese momento tenía 52 años, fue a Standing Rock (en junio de 1889 y nuevamente en mayo de 1890) ante todo para ser la "abogada y traductora" de Toro Sentado. La escena de la película en la que Weldon, que no era muy rico, le da dinero y posesiones para alimentar a la gente hambrienta es bastante precisa. La gente a la que ayudó la recompensó con un nombre: "la mujer que camina delante". Pero los cuatro retratos de Toro Sentado que pintó durante ese tiempo no fueron la razón principal por la que fue allí, contrariamente a la impresión que algunos podrían tener al ver la película".
El cementerio Green-Wood en Brooklyn, Nueva York, celebró el Mes de la Historia de la Mujer organizando un recorrido especial en tranvía llamado "Mujeres que caminaron adelante" el 31 de marzo de 2018 e incluyó las tumbas (tanto marcadas como no marcadas) de mujeres notables de Brooklyn, incluida Caroline Weldon.